# Seehausen (Oberuckersee)
Seehausen als altes Fischerdorf und Straßenangerdorf ist ein Ortsteil der Gemeinde Oberuckersee mit rund 238 Einwohnern im Landkreis Uckermark im Nordosten Brandenburgs.

## Geografie
Der Ort liegt in der Uckermark zehn Kilometer südlich von Prenzlau und sieben Kilometer westlich von Gramzow.
Seehausen befindet sich am Nordende (Lanke) des Oberuckersees. Im Südwesten des Ortes führt eine Straßenbrücke über den Fluss Ucker weiter nach Potzlow. In Ortsnähe zu sehen ist der Krummesee in Richtung Quast und südöstlich der Bahnstrecke Angermünde–Stralsund.

## Geschichte
Erste Erwähnung der Gemeinde 1250 als Sehusen.
Seit dem 31. Dezember 2001 bildet Seehausen zusammen mit drei weiteren ehemaligen Gemeinden die neue Gemeinde Oberuckersee.

## Verkehrsinfrastruktur und Tourismus
Seehausen liegt an der Bahnstrecke Angermünde–Stralsund. Durch das Dorf führt der Radfernweg Berlin–Usedom. Im Ort befindet sich eine Anlegestelle des Fahrgastschiffes, direkt am Hotel.

## Sehenswürdigkeiten
- Klosterhalbinsel

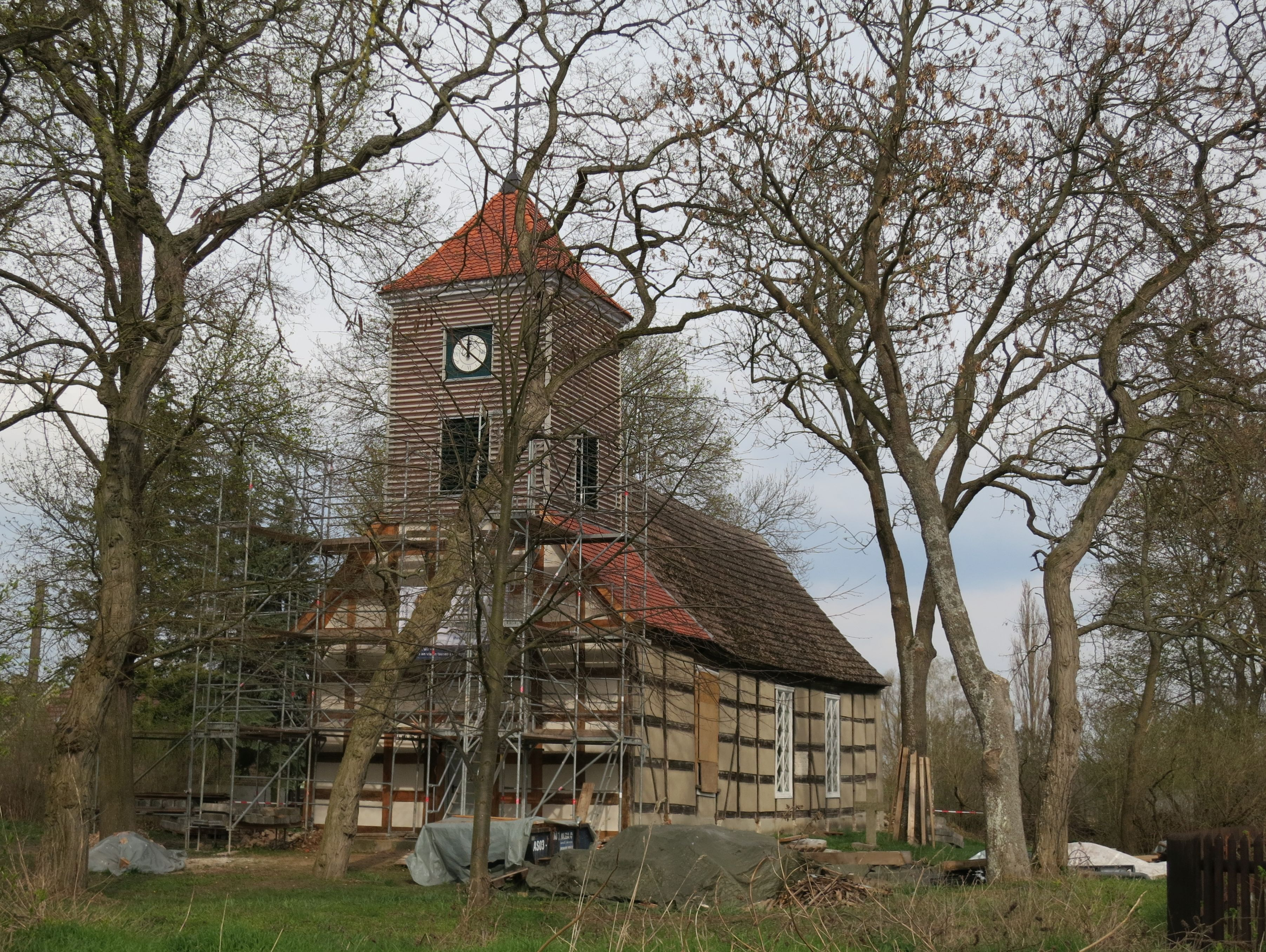
Dorfkirche Seehausen

- Die Dorfkirche Seehausen ist eine Fachwerkkirche aus dem Jahr 1753. Im Innenraum steht unter anderem ein dreigeschossiges Altarretabel aus dem ersten Viertel des 17. Jahrhunderts, das aus einem Vorgängerbau stammt.

## Persönlichkeiten
- Wilhelm Schultze (1803–1884), Verwaltungsjurist und Abgeordneter, hier geboren